# مسعودة جلال
تُعتبر الطبيبة مسعودة جلال أول امرأة في تاريخ أفغانستان تترشح لمنصب الرئاسة الأفغانية وكان ذلك عام 2002، ومن ثم في عام 2004. تتميز بكونها أول امرأة تنافست على الرئاسة في أفغانستان، مجتمعٌ محافظ للغاية حيث كانت مشاركة المرأة في الحياة العامة تُعتبر غير لائقة ومرفوضة ومحظورة. برزت الطبيبة جلال في عام 2001 بكونها صوت رائد للمرأة الأفغانية بعد انتخابها ممثلةً إلى اللويا جيرغا (المجلس الأكبر) عام 2002. وخلال فترة عضويتها، أصبحت واحدة من أبرز المرشحين لمنصب الرئيس المؤقت، أمام منافسها الرئيس السابق حامد كرزاي.
كانت أيضًا المرأة الوحيدة المرشحة في انتخابات الرئاسة الأفغانية عام 2004. واحتلت جلال في تلك الانتخابات المركز السادس من بين 17 مرشحًا. عملت سابقًا أستاذة في جامعة كابول الطبية، وشغلت أيضًا مناصب قيادية في برنامج الغذاء العالمي للأمم المتحدة ومكاتب المفوضية في أفغانستان. تتقن اللغة الفارسية والباشتو والإنجليزية والهندية/الأردية وتتحدث الفرنسية والألمانية إلى حد ما.

## عملها السياسي
انتُخبت جلال ممثلة عن حيها في كابول إلى اللويا جيرغا الطارئة عام 2002 في أفغانستان. في العام ذاته، وعندما ترشحت لمنصب الرئيس في الحكومة المؤقتة، برز اسمها لقيادة أفغانستان بصفة رئيسة مؤقتة، لكنها وُضعت في المرتبة الثانية بعد الرئيس الأفغاني السابق حامد كرزاي. ورفضت عرضًا بأن تصبح النائب الأول للرئيس السابق حامد كرزاي مقابل سحب ترشيحها.
في عام 2003، انتُخبت جلال مرة أخرى من كابول لعضوية اللويا جيرغا الدستورية في أفغانستان. أثناء صياغة الدستور الأفغاني، عملت مع زميلاتها من النساء بشكل ضاغط من أجل إدراج أحكام حقوق المرأة والإنسان، بما في ذلك المادة 22؛ والمادة 53، الفقرة 2؛ والمادة 44؛ والمادة 54، الفقرة 2؛ والمادتان 83 و84. خلال المناقشات الدستورية حول ما إذا كان ينبغي منح المرأة الأفغانية الحق في التصويت والترشح لمناصب عليا في الحكومة، استُخدمت تجربتها في الترشح للرئاسة كمرجع من قِبل المؤيدين، في إشارة إلى أنها مارست هذا الحق أساسًا. من خلال ترشحها للرئاسة، كانت قد حددت المعيار بأعلى مستوى له من المناصب التي ينبغي السماح بمنافسة المرأة الأفغانية عليها. ورد فحوى النقاش في وثائق اللجنة الدستورية وعملت وسائل الإعلام على تغطيته.
ترشحت الطبيبة مسعودة جلال مرة أخرى لمنصب الرئاسة الأفغانية، فكانت المرأة الوحيدة المرشحة في انتخابات عام 2004. احتلت جلال في تلك الانتخابات المركز السادس من بين 17 مرشحًا. كانت بين عامي 2001 و2004، المرأة الأفغانية الوحيدة في وفد أفغانستان أثناء مفاوضات السلام. وكانت مشاركتها فعالة في المفاوضات الرسمية لذلك الشأن.
عملت وزيرةً لشؤون المرأة (2004 - 2006) في حكومة أفغانستان ورئيسة لجنة قانون القضاء على العنف ضد المرأة، وتركت وراءها سلسلة من الموروثات التي تشمل إطارًا خاصًا لخطة العمل الوطنية للمرأة الأفغانية، خطةٌ مدتها عشر سنوات هدفها تحرير المرأة الأفغانية من الفقر وتعزيز مشاركتها في الحياة العامة. كانت أيضًا رئيسة لجنة قانون القضاء على العنف ضد المرأة، الذي اعتُمد لاحقًا كمرسوم لتحرير المرأة الأفغانية من الخوف والعنف والقمع. خلال فترة عملها وزيرةً لشؤون المرأة زارت جميع المقاطعات الأفغانية. خلال إحدى زياراتها الرسمية إلى مقاطعة تخار في أفغانستان، استُهدفت قافلتها وفُجرت، مما أدى إلى إصابة اثنين من حراسها إصابة بالغة. نُشر كتابان حول جهودها في السعي إلى تعزيز حقوق الإنسان وحقوق المرأة والمساواة والعدالة والسلام خلال عملها وزيرةً لشؤون المرأة.
وأُنتج بالإضافة إلى ذلك فيلم وثائقي يتناول قصتها بعنوان «المرشحة الأبرز: المرأة الأفغانية التي فاجأت العالم». ويعرض القصة البطولية لأول امرأة تترشح لمنصب الرئاسة الأفغانية. على الرغم من أنها خسرت الانتخابات في نهاية المطاف أمام الرئيس السابق حامد كرزاي، إلا أن حملتها الشجاعة فتحت الباب أمام أكثر من 550 امرأة للترشح إلى البرلمان بعد بضعة أشهر فقط.